# Robert Scheidt
Robert Scheidt, né à São Paulo le 15 avril 1973, est un marin et un sportif brésilien. Il est double champion olympique et huit fois champion du monde de voile en classe Laser. Il a également remporté la première édition des Star Sailors League Finals en 2013.
Il est marié à la Lituanienne Gintarė Scheidt.

## Palmarès
- Jeux olympiques
  - 1996 (Atlanta) :  Médaille d'or en Laser ;
  - 2000 (Sydney) :  Médaille d'argent en Laser ;
  - 2004 (Athènes) :  Médaille d'or en Laser ;
  - 2008 (Pékin) :  Médaille d'argent en Star ;
  - 2012 (Londres) :  Médaille de bronze en Star.

- Star Sailors League Finals
  - 2013 (Nassau) :  Médaille d'or en Star.

- Championnats du monde
  - 1995 (Espagne) :  Médaille d'or en Laser ;
  - 1996 (Afrique du Sud) :  Médaille d'or en Laser ;
  - 1997 (Chili) :  Médaille d'or en Laser ;
  - 1999 (Australie) :  Médaille d'argent en Laser ;
  - 2000 (Mexique) :  Médaille d'or en Laser ;
  - 2001 (Irlande) :  Médaille d'or en Laser ;
  - 2002 (États-Unis) :  Médaille d'or en Laser ;
  - 2003 (Espagne) :  Médaille d'argent en Laser ;
  - 2004 (Turquie) :  Médaille d'or en Laser ;
  - 2005 (Brésil) :  Médaille d'or en Laser ;
  - 2006 (États-Unis) :  Médaille d'argent en Star ;
  - 2007 (Portugal) :  Médaille d'or en Star ;
  - 2008 (États-Unis) :  Médaille de bronze en Star.
  - 2011 (Australie) :  Médaille d'or en Star ;
  - 2012 (France) :  Médaille d'or en Star ;
  - 2013 (Oman) :  Médaille d'or en Laser.

- Jeux panaméricains
  - 1995 (Mar del Plata) :  Médaille d'or en Laser ;
  - 1999 (Winnipeg) :  Médaille d'or en Laser ;
  - 2003 (Santo Domingo) :  Médaille d'or en Laser.